# Приключение на таванския етаж
„Приключение на таванския етаж“ е български телевизионен игрален филм (детски) от 1987 година на режисьора Павел Кольовски, по сценарий на Правда Кирова. Оператори са Бочо Бочев и Димитър Темелков. Филмът е екранизация на едноименния роман на Димитър Коруджиев.

## Актьорски състав
| Роля | Изпълнител     |
| ---- | -------------- |
|      | Анета Сотирова |

Ирина Станева, Ирен Кривошиева